# أحلام (أنمي)
أحلام (باليابانية: ふしぎなコアラ ブリンキー) مسلسل أنمي ياباني من إنتاج إستديو نيبون أنيميشن. تم عرض المسلسل لأول مرة في 7 تموز 1984 واستمر عرضه حتى 12 كانون الأول 1984. تمت دبلجة المسلسل للعربية بواسطة استديو هارموني جولد.

## وصلات خارجية
- Review at Progressive Boink
- A review of the first episode at Dumb Baby
- Fushigina Koala Blinky في قاعدة بيانات الرسوم المتحركة الكبيرة
- Comparison with "The Adventures Of The Little Koala"
- أحلام على موقع IMDb (الإنجليزية)
- أحلام على موقع كينوبويسك (الروسية)
- أحلام على موقع ألو سيني (الفرنسية)
- أحلام على موقع قاعدة بيانات الفيلم (الإنجليزية)
- أحلام على موقع ANN anime (الإنجليزية)